# Кокс, Брэд
Брэд Дж. Кокс (англ. Brad J. Cox; 2 мая 1944, Форт-Беннинг — 2 января 2021, Манассас) — американский ученый-компьютерщик. Известен как создатель языка программирования Objective-C и своей работой в области разработки программного обеспечения (в частности, повторного использование программного обеспечения) и программных компонент.

## Биография
Кокс получил степень бакалавра наук в области органической химии и математики в Университете Фурмана и докторскую степень на факультете математической биологии Чикагского университета. В числе своих первых известных программных проектов он написал программу для компьютера PDP-8, чтобы моделировать кластер нейронов.
Работал в Национальном институте здравоохранения и Океанографическом институте Вудс-Хоул, прежде чем заняться программным обеспечением.

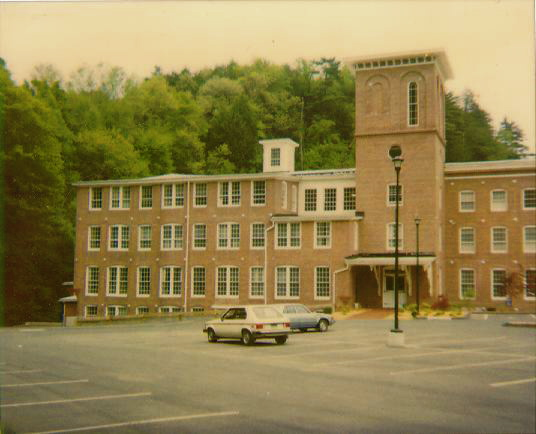
Здание на Глен-роуд, 75, Сэнди-Хук, Коннектикут, где в конце 1980-х располагалась компания Stepstone выпускающая язык Objective-C

Хотя Кокс изобрел свой собственный язык программирования, Objective-C, который он использовал в начале своей карьеры, он заявил в интервью для книги англ. Masterminds of Programming, что его интересуют не языки программирования, а скорее компонентно-ориентированное программирование, и он считает языки не более чем инструментами для создания и объединения частей программного обеспечения
Кокс также был предпринимателем, основав вместе с Томом Лавом компанию англ. Stepstone для выпуска первой реализации Objective-C. Позже NeXT приобрела Objective-C у Stepstone. Objective-C продолжает оставаться основным языком программирования для написания программного обеспечения для Apple OS X и iOS.

## Награды
- Онлайн-курс «Укрощение электронных границ» получил премию Пола Аллена в области дистанционного обучения (25 000 долларов) в 1998 году[9][10]

## Книги
- Object Oriented Programming: An Evolutionary Approach. — Addison Wesley, 1991. — ISBN 0-201-54834-8.
- Superdistribution: Objects as Property on the Electronic Frontier. — Addison Wesley, 1996. — ISBN 0-201-50208-9.